# Bohemian Rhapsody: The Original Soundtrack
Bohemian Rhapsody: The Original Soundtrack es el álbum de banda sonora de la película biografía de 2018 del mismo nombre. La banda sonora contiene varias canciones de Queen y grabaciones inéditas, incluyendo varias canciones de su legendario concierto en el Live Aid en 1985. El álbum fue publicado por Hollywood Records y Virgin EMI Records el 19 de octubre de 2018 en CD, casete y formato digital. El diseño de cubierta del álbum presenta una fotografía por Denis O'Regan.

## Antecedentes
La banda sonora original, que contiene varios éxitos de la banda y 11 grabaciones inéditas, incluyendo 5 canciones de su interpretación de 21 minutos en el Live Aid en julio de 1985, el cual nunca había sido lanzado en forma de audio, fue publicada en CD, casete, y en forma digital el 19 de octubre de 2018, y más tarde fue lanzado en vinilo pesado el 8 de febrero de 2019. Hollywood Records publicó el álbum en los	Estados Unidos y Canadá, mientras que Virgin EMI Records se ocupó del lanzamiento mundial.

## Galardones
En noviembre de 2019, la banda sonora de Bohemian Rhapsody ganó Favorite Soundtrack en los American Music Awards.

## Lista de canciones
Créditos adaptados desde las notas del álbum.
| N.º | Título                                                    | Escritor(es)                  | Duración |  |
| 1.  | «20th Century Fox Fanfare»                                | Alfred Newman, arr. Brian May | 0:25     |  |
| 2.  | «Somebody to Love»                                        | Freddie Mercury               | 4:55     |  |
| 3.  | «Doing All Right... Revisited» (Interpretada por Smile)   | May, Tim Staffell             | 3:16     |  |
| 4.  | «Keep Yourself Alive» (Live at the Rainbow Theatre, 1974) | May                           | 3:56     |  |
| 5.  | «Killer Queen»                                            | Mercury                       | 2:59     |  |
| 6.  | «Fat Bottomed Girls» (Live in Paris, 1979)                | May                           | 4:37     |  |
| 7.  | «Bohemian Rhapsody»                                       | Mercury                       | 5:55     |  |
| 8.  | «Now I'm Here» (Live at the Hammersmith Odeon, 1975)      | May                           | 4:25     |  |
| 9.  | «Crazy Little Thing Called Love»                          | Mercury                       | 2:43     |  |
| 10. | «Love of My Life» (Live at Rock in Rio, 1985)             | Mercury                       | 4:28     |  |
| 11. | «We Will Rock You» (Movie Mix)                            | May                           | 2:09     |  |
| 12. | «Another One Bites the Dust»                              | John Deacon                   | 3:34     |  |
| 13. | «I Want to Break Free»                                    | Deacon                        | 3:43     |  |
| 14. | «Under Pressure» (con David Bowie)                        | Queen, David Bowie            | 4:04     |  |
| 15. | «Who Wants to Live Forever»                               | May                           | 5:14     |  |
| 16. | «Bohemian Rhapsody» (Live at Live Aid, 1985)              | Mercury                       | 2:27     |  |
| 17. | «Radio Ga Ga» (Live at Live Aid, 1985)                    | Roger Taylor                  | 4:05     |  |
| 18. | «Ay-Oh» (Live at Live Aid, 1985)                          | Mercury                       | 0:41     |  |
| 19. | «Hammer to Fall» (Live at Live Aid, 1985)                 | May                           | 4:03     |  |
| 20. | «We Are the Champions» (Live at Live Aid, 1985)           | Mercury                       | 3:57     |  |
| 21. | «Don't Stop Me Now... Revisited»                          | Mercury                       | 3:37     |  |
| 22. | «The Show Must Go On»                                     | May                           | 4:31     |  |

## Créditos
Queen
- John Deacon – bajo eléctrico (2, 4–22), guitarra (12, 13), piano (12), sintetizador (13)
- Brian May – guitarra, voces (todas las canciones), sintetizador (15, 22), arreglos orquestales (15)
- Freddie Mercury – piano, voces (2, 4–22), guitarra (9) órgano (14)
- Roger Taylor – batería, voces (todas las canciones)

Músicos adicionales
- Tim Staffell – voces, bajo eléctrico (3)
- David Bowie – voces, sintetizador en "Under Pressure"
- Spike Edney – teclados y coros (16-20)
- Michael Kamen – arreglos orquestales en "Who Wants to Live Forever"
- Fred Mandel – sintetizador en "I Want to Break Free"
- National Philharmonic Orchestra – instrumento de cuerda, instrumento de viento metal, percusión en "Who Wants to Live Forever"

## Posicionamiento
| Gráficas (2018-19)                  | Pico de posición |
| ----------------------------------- | ---------------- |
| Argentina (CAPIF)                   | 1                |
| Australia (ARIA)                    | 1                |
| Austria (Ö3 Austria)                | 6                |
| Bélgica (Ultratop flamenca)         | 5                |
| Bélgica (Ultratop valona)           | 3                |
| Canadá (Billboard Canadian Albums)  | 3                |
| República Checa (ČNS IFPI)          | 1                |
| Dinamarca (Hitlisten)               | 11               |
| Países Bajos (Album Top 100)        | 4                |
| Finlandia (Suomen Virallinen Lista) | 19               |
| Francia (SNEP)                      | 7                |
| Alemania (Offizielle Top 100)       | 8                |
| Grecia (IFPI)                       | 1                |
| Hungría (MAHASZ)                    | 10               |
| Irlanda (IRMA)                      | 2                |
| Italia (FIMI)                       | 3                |
| Japón (Oricon)                      | 1                |
| México (Top 100)                    | 1                |
| Nueva Zelanda (Recorded Music NZ)   | 2                |
| Noruega (VG-lista)                  | 14               |
| Polonia (ZPAV)                      | 10               |
| Portugal (AFP)                      | 3                |
| Escocia (Scottish Albums Chart)     | 4                |
| España (PROMUSICAE)                 | 2                |
| Suecia (Sverigetopplistan)          | 21               |
| Suiza (Schweizer Hitparade)         | 2                |
| Reino Unido (UK Albums Chart)       | 3                |
| Estados Unidos (Billboard 200)      | 2                |
| Estados Unidos (Top Rock Albums)    | 1                |
| Estados Unidos (Soundtrack Albums)  | 1                |

| Región            | Posición |
| ----------------- | -------- |
| México (AMPROFON) | 1        |